# Тимельовець бутанський

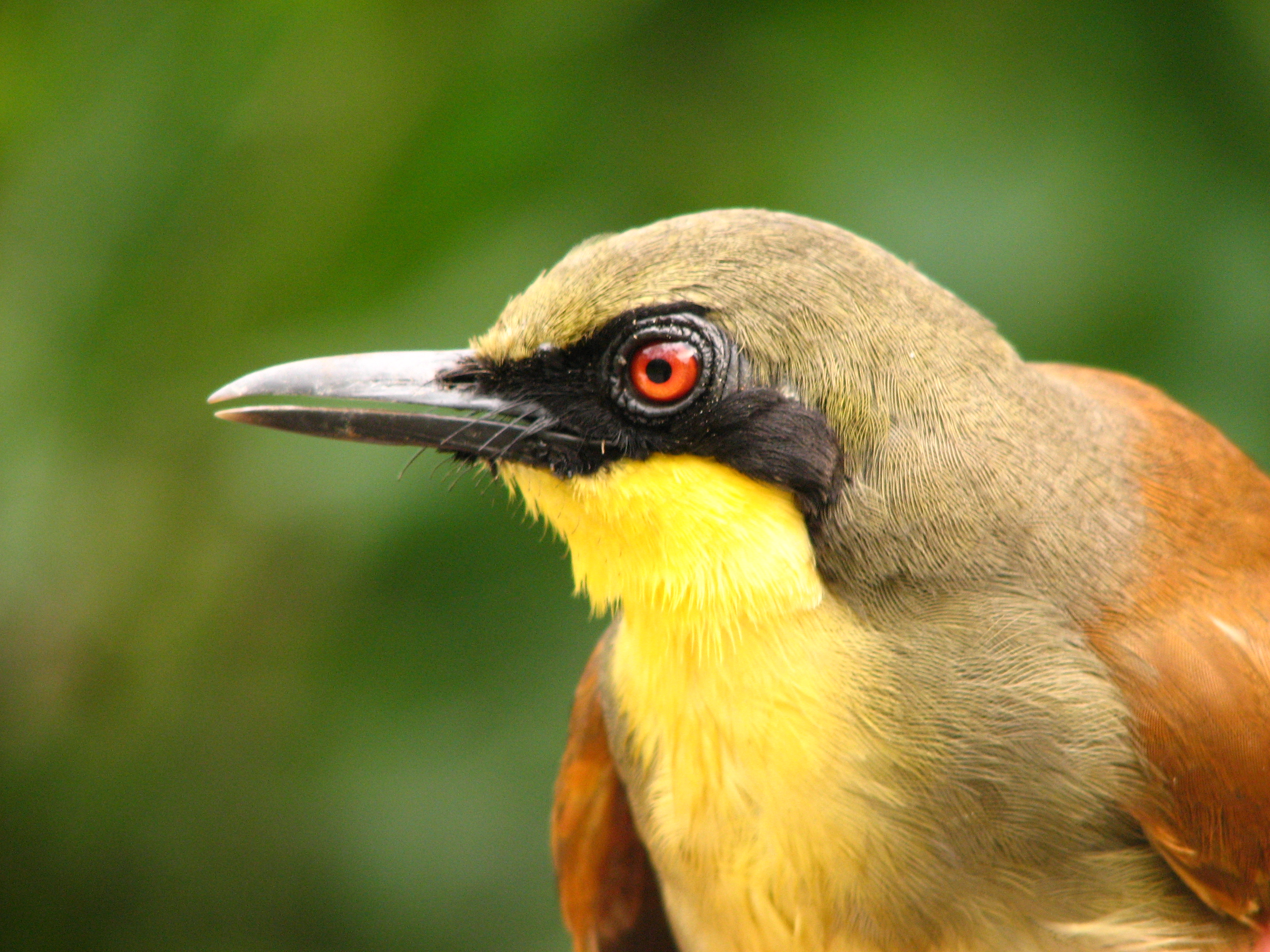
Бутанський тимельовець

Тимельове́ць бутанський (Pterorhinus gularis) — вид горобцеподібних птахів родини Leiothrichidae. Мешкає в Південно-Східній Азії.

## Опис
Довжина птаха становить 23-25,5 см. Верхня частина тіла рудувато-коричнева, хвіст повністю рудуватий. Обличчя чорне, підборіддя, горло і груди лимонно-жовті, нижня частина тіла рудувата.

## Поширення і екологія
Бутанські тимельовці мешкають в Північно-Східній Індії, східному Бутані, північному Бангладеш, північній М'янмі, північно-західному В'єтнамі і північно-східному Лаосу. Вони живуть у вологих рівнинних і гірських тропічних лісах і чагарникових заростях.